# Косач-Кривинюк, Ольга Петровна
О́льга Петро́вна Ко́сач-Кривиню́к (26 мая 1877, Звягель — 11 ноября 1945, Аугсбург) — украинская писательница, литературовед, переводчица, библиограф, этнограф, врач по специальности, член Екатеринославской «Просвиты». 
Псевдоним — Олеся Звезда. Дочь Петра Ко́сача и Олены Пчилки, младшая сестра Леси Украинки.

## Биография
В 1904 году окончила Петербургский женский медицинский институт и вышла замуж за Михаила Васильевича Кривинюка. Жила с супругом в Праге, а после рождения ребёнка в 1906 году переехала с ним в Киев, муж остался в Праге. Член киевской «Просвиты». Как «политически неблагонадёжная», была арестована на сутки. С 1910 работала земским врачом в Каменке Екатеринославской губернии.

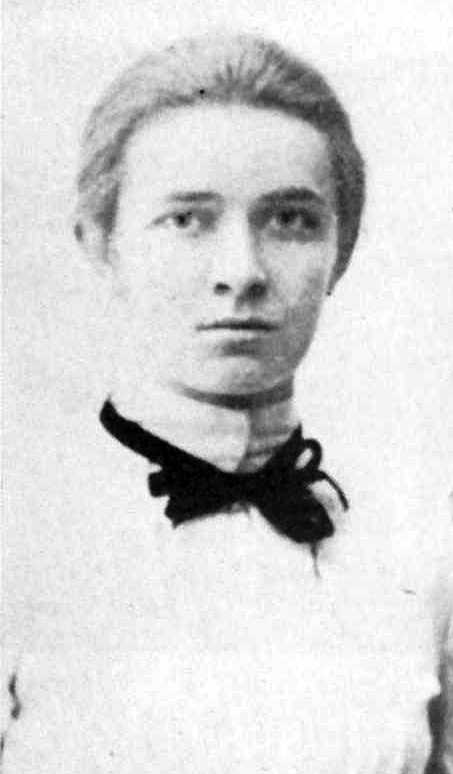
Ольга Косач-Кривинюк

В Украинской народной республике занималась творческой работой, в частности переводила художественные произведения. В 1918 году издала книгу под названием «Древняя история восточных народов». В 1921 году семья Кривинюк, скрываясь от большевиков, переехала в Могилёв-Подольский, где проживала с семьёй сестра Кривинюк Исидора Косач-Борисова. Здесь Ольга Косач работала учительницей украинского языка и литературы в трудовой школе.
После установления Советской власти в 1924 перебралась в Киев, с 1929 года работала библиотекарем. В 1931 году её мужа привлекли по делу «Союза освобождения Украины» и поместили в Лукьяновскую тюрьму. Вскоре арестовали и Исидору Косач, из-за чего Ольга Петровна жила в ожидании ареста.
Осенью 1943 года сёстры Ольга и Исидора Косач эвакуировались на Запад вместе с немецкими войсками. Умерла от болезни в лагере для перемещённых лиц 11 ноября 1945 года в Аугсбурге (Германия). На могильном камне высечена надпись:«Звезда моя, твой свет век будет ясен».

## Творчество

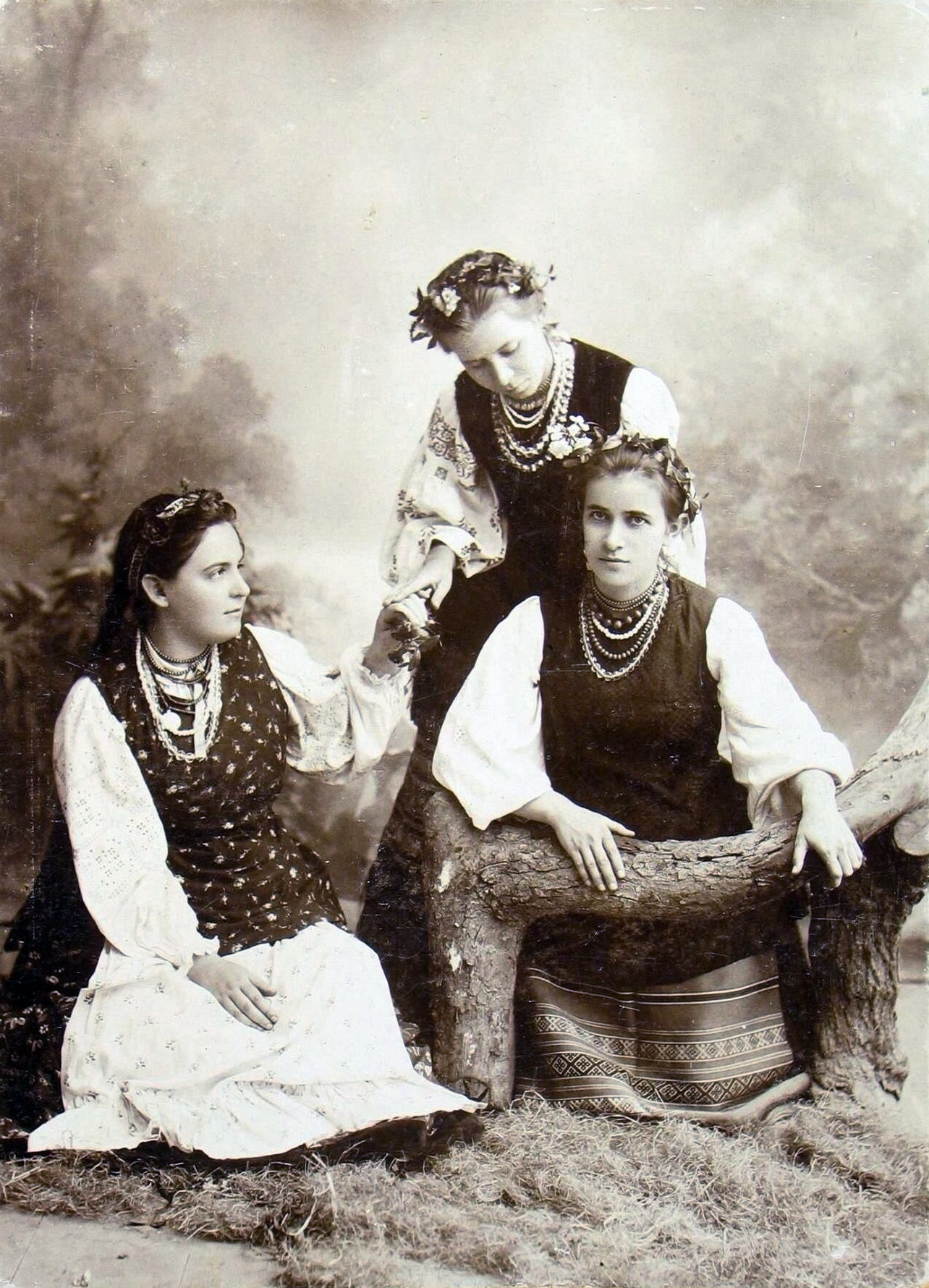
Слева направо: Оксана Старицкая, Леся Украинка, Ольга Косач. 1896 год.

Печаталась в журналах «Заря», «Звонок», «Молодая Украина». Работала над составлением семейного архива, хронологии жизни и творчества Леси Украинки. В частности, автор мемуаров о семье Косачей: «Из моих воспоминаний» (1963), «Из детских лет Леси Украинки» (1963), «Пребывание Леси Украинки в Луцке» (1963), "Как Леся Украинка составила курс «Древней истории восточных народов» (1963), «Повесть, ставшая драмой» (1943); труд «Леся Украинка. Хронология жизни и творчества» (1970, Нью-Йорк).
Переводила произведения Тургенева (рассказ «Воробей», 1889, «Пир у верховного существа», 1895); Диккенса, Ожешко, Гюго, Киплинга, Жорж Санд, Мопассана («Наше сердце», 1930), Дюма-отца, П. Лоте («Горе старого каторжника», 1918); Сетон-Томпсона (рассказ «Бинго. История моей собаки», 1918) и других.